# Le nâu
Le nâu hay Le le (danh pháp hai phần:  Dendrocygna javanica) là một loài vịt nhỏ sinh sản ở Nam Á và Đông Nam Á.

## Phân bố
Le nâu sống thành bầy ở những nơi chúng ưa thích. Môi trường sống là các hồ nước ngọt, với nhiều thực vật, Thức ăn của chúng là hạt và các loại thực vật khác. Đôi khi chúng cũng tạm cư trú ngoài biển, nhưng ngoài khu vực nhiều sóng. Le nâu phân bố không đều tại Pakistan, Ấn Độ, Nepal, Sri Lanka, Bangladesh, Myanmar, Thái Lan, Malaysia, Indonesia, Nam Trung Quốc, Việt Nam. Le nâu chủ yếu sống định cư, di chuyển nhỏ theo vùng nước, nhưng le nâu ở Trung Quốc di cư về phía Nam vào mùa đông.
Đây là loài phân bố rộng rãi của các khu vực đất ngập nước thấp của tiểu lục địa Ấn Độ và Đông Nam Á, kéo dài từ Ấn Độ, Nepal, Sri Lanka, Malaysia, Singapore, Indonesia, Myanmar, Thái Lan và Việt Nam. Nó cũng có mặt trên các quần đảo trong khu vực như Andamans, Nicobars và Maldives. Chúng đôi khi cũng di chuyển trong khu vực nhỏ do các thay đổi thời tiết và lượng nước và đối với các nhóm sinh sống về phía bắc di chuyển về phía nam vào mùa đông. Chúng được tìm thấy trong các vùng đất ngập nước nhạt có lớp phủ thực vật tốt và thường nghỉ ngơi trên các bờ sông hoặc thậm chí trên các vùng biển mở ven bờ. Downy chicks là nhóm có màu đen với mắt nâu và các đốm trắng sau đỉnh đầu, cánh, bụng và rump. Các cá thể Albino đã được tìm thấy trong tự nhiên.

## Miêu tả
Le nâu có mỏ dài màu xám, đầu và chân cũng dài. Lông trên đầu, cổ và bụng màu vàng sẫm da bò, chỏm lông trên đầu sẫm màu hơn. Lưng và hai cánh màu xám sẫm, với các mảng màu nâu hạt dẻ trên cánh và đuôi.
Tiếng kêu của chúng hơi khò khè, phát ra khi bay. Các chỗ đậu ngủ đêm của chúng thường rất ồn ào. Chúng làm tổ trong các hốc trên cây, các tổ cũ của các loài chim khác, đẻ 6-12 trứng.

## Ảnh

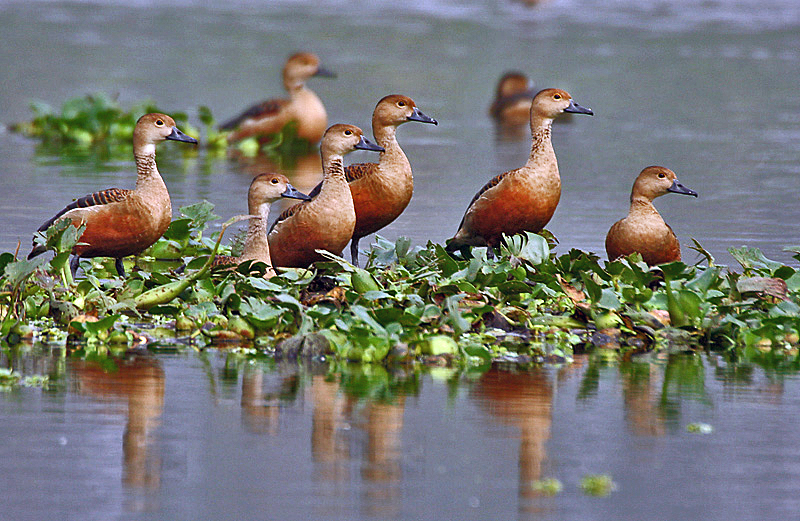
Tại Kolkata, Tây Bengal, Ấn Độ.
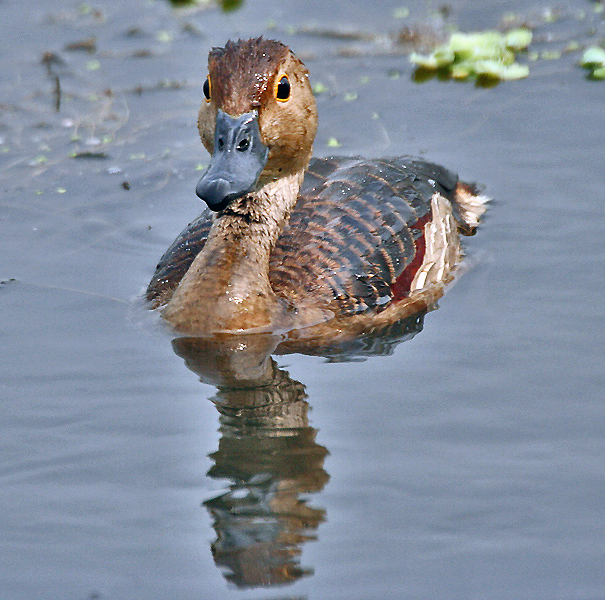
Tắm xong.
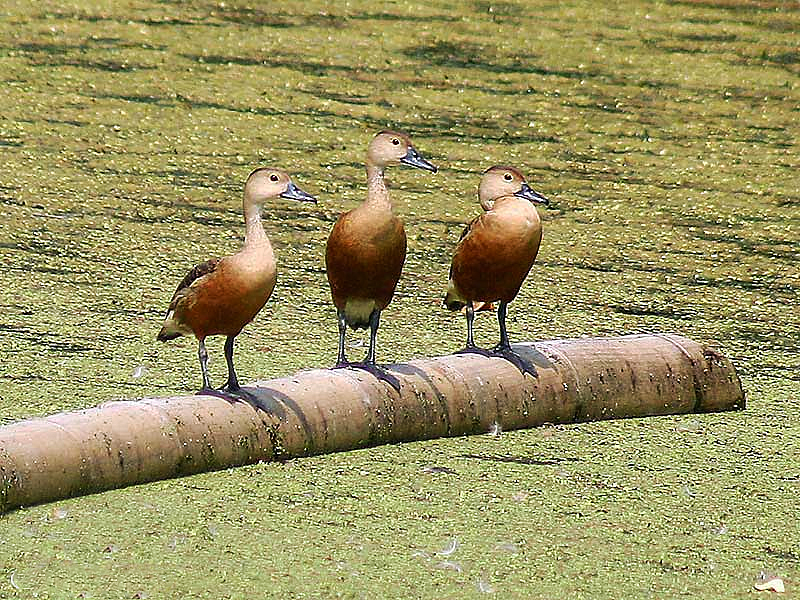
Nghỉ ngơi.
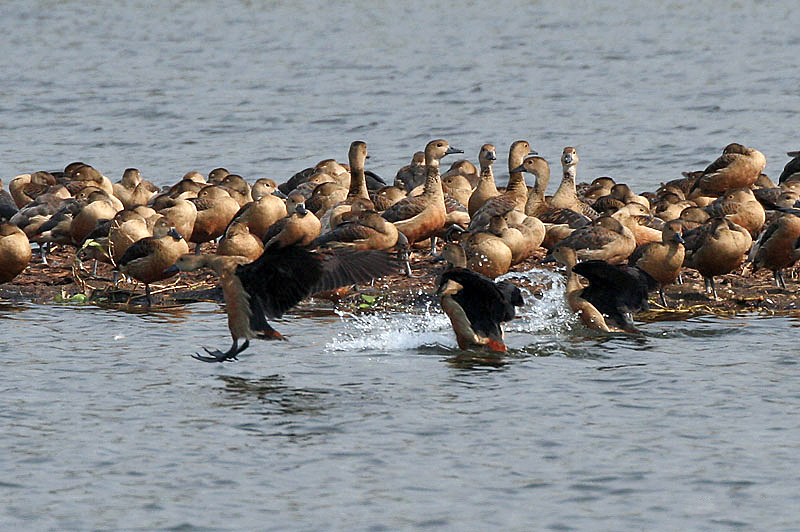
Hạ cánh và nghỉ ngơi.
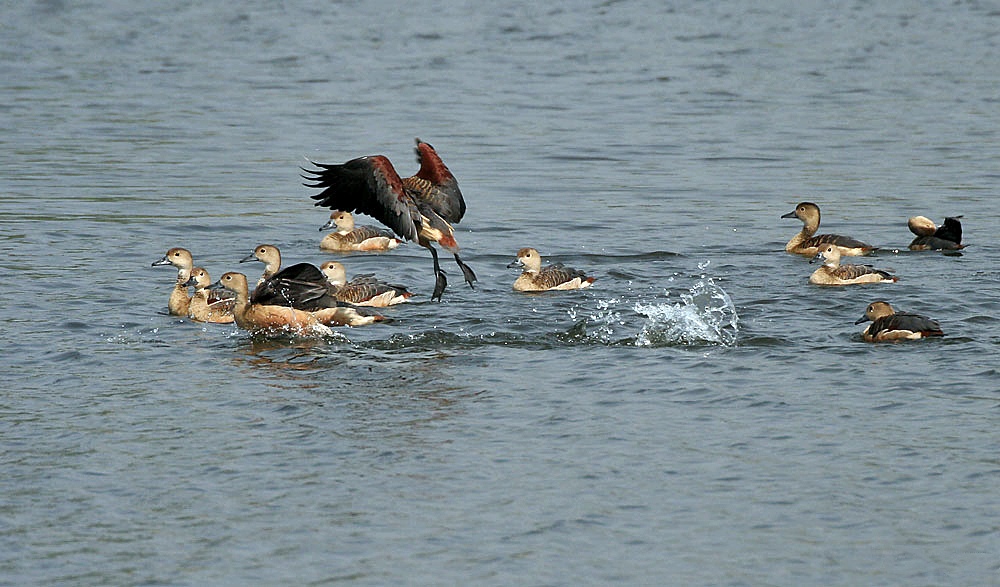
Chơi đùa.
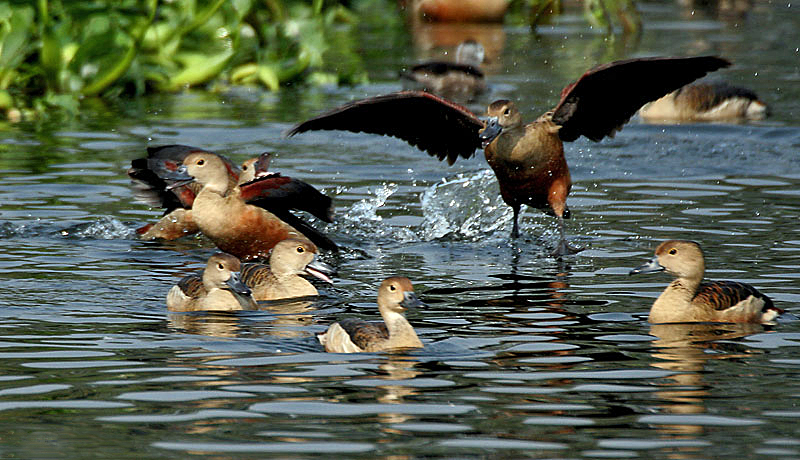
Chơi đùa.
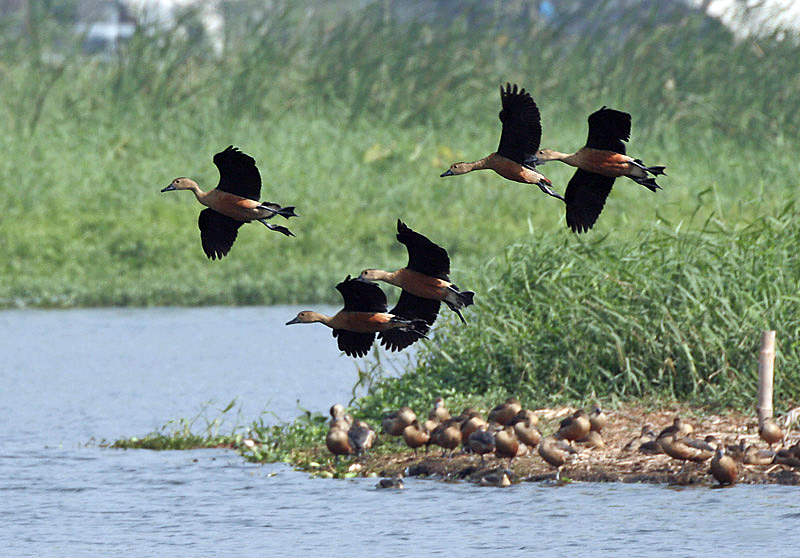
Hạ cánh.
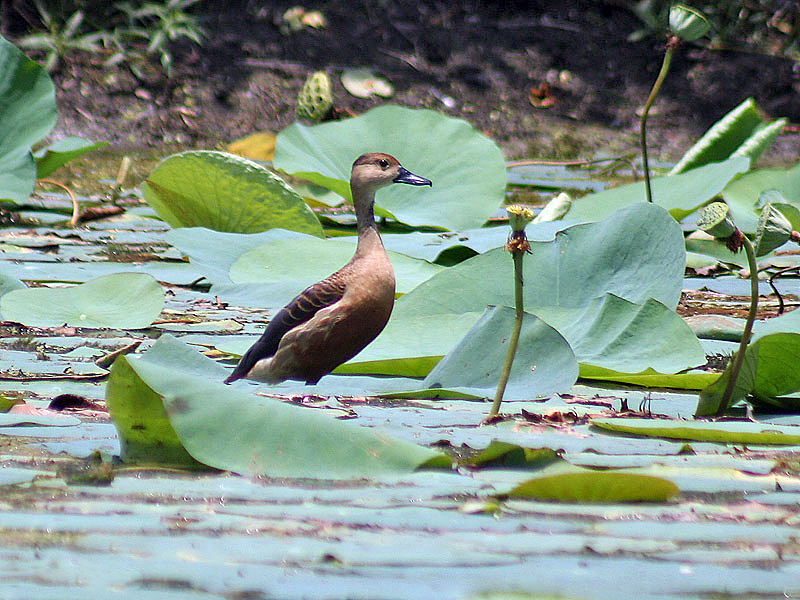
Trong hồ sen.